# Thành Tây
Thành Tây (城西区) là một quận thuộc địa cấp thị Tây Ninh, tỉnh Thanh Hải, Trung Quốc.

## Địa lý
Quận Thành Tây có diện tích 79 km², dân số năm 2002 là 210.000 người, trong đó người Hán là chính.

## Hành chính
Quận Thành Tây được chia thành 6 nhai đạo: Nam Xuyên Tây Lộ, Hổ Đài, Tây Quan Đại Đạo, Hưng Hải Lộ, Cổ Thàn Đài, Thắng Lợi Lộ và trấn Bành Gia Trại.